# Льдинка (острів, Північна Земля)
Льди́нка (рос. Льдинка, досл. «крижинка») — острів архіпелагу Північна Земля. Адміністративно відноситься до Таймирського Долгано-Ненецького району Красноярського краю Росії.
Розташований у північно-східного узбережжя острова Комсомолець на вході в невелику затоку між льодовиками Молотова і Морським .
Має майже рівну округлу форму діаметром близько 600 метрів. Істотних височин на острові немає. Оточений з усіх боків піщаної мілиною, що з'єднує його з островом Комсомолець.